# Invernaderos Reales de Laeken

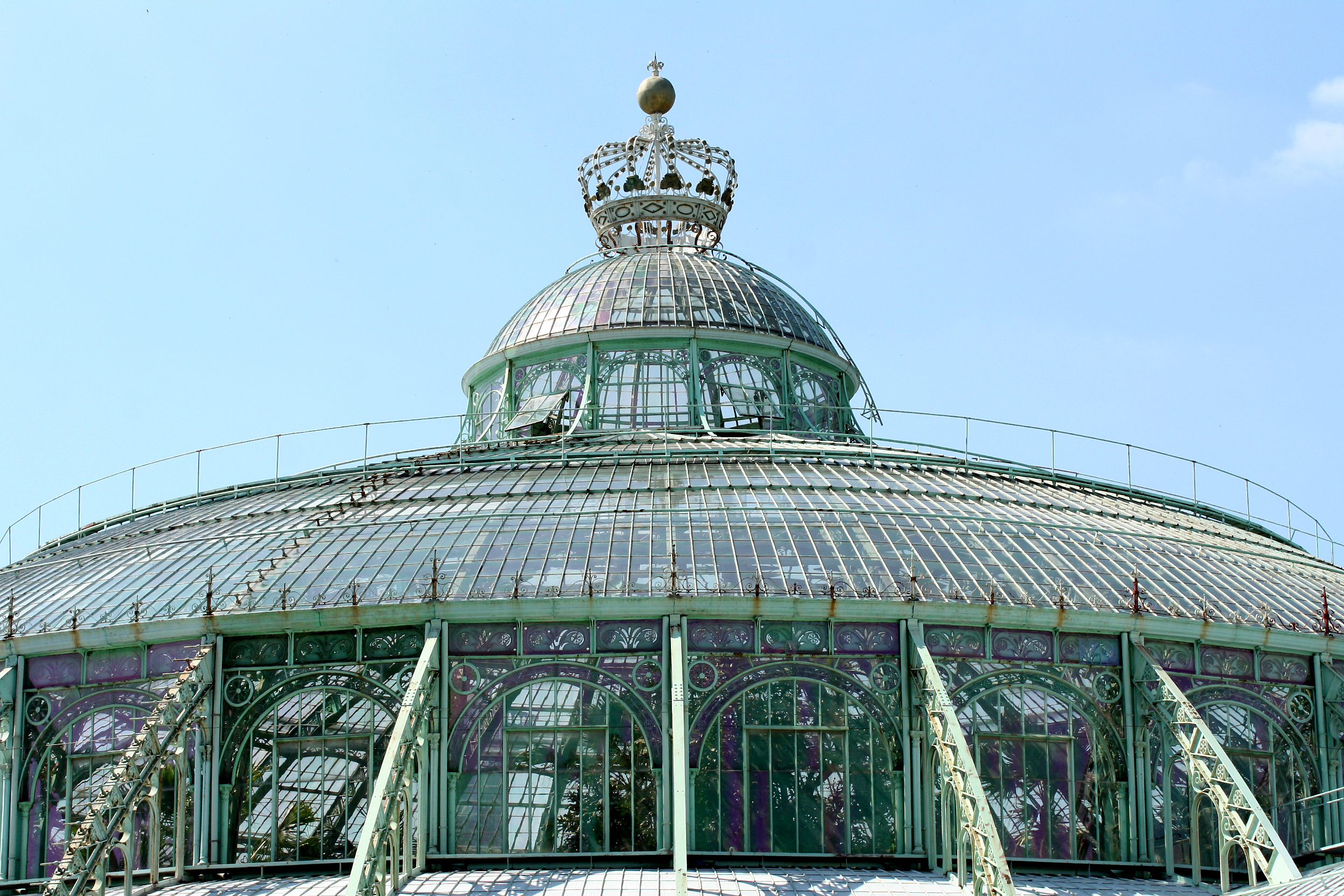
La bóveda de la 'Grote wintertuin' o 'Gran Jardín de Invierno'.

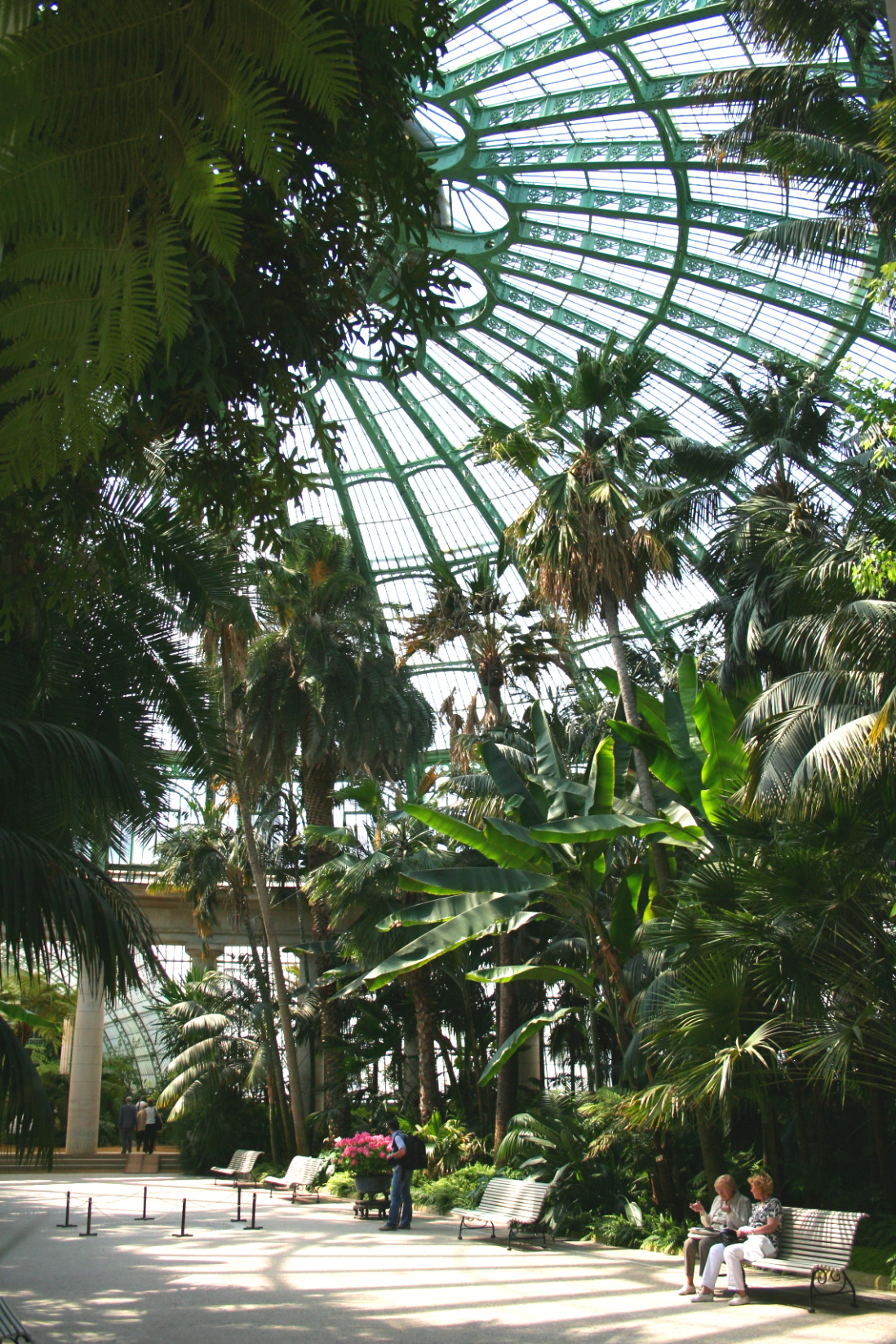
Interior del Jardín de Invierno.

Los Invernaderos Reales de Laeken (en francés: Serres royales de Laeken; en neerlandés: Koninklijke Serres van Laken) es un extenso complejo monumental de invernaderos cálidos en el parque del Castillo Real de Laeken, en Bruselas y una de las mayores atracciones turísticas de la ciudad. 
El complejo fue encargado por el rey Leopoldo II de Bélgica y diseñado por Alphonse Balat. Construido entre 1874 y 1895, el complejo fue acabado con la terminación de la llamada 'iglesia de hierro', un inmenso invernadero abovedado, el «Jardín de Invierno», que serviría originalmente para las recepciones reales. Dadas sus dimensiones es donde se plantó la colección de palmeras, la mayoría de las cuales se remontan a la época del rey. 
 Los grandes pabellones acristalados forman una red de calles cubiertas donde se exhiben las colecciones de plantas; especialmente exóticas, una importante colección de camelias y algunos especímenes que aún sobreviven procedentes de la colección original de Leopoldo II.
La superficie total del complejo es de 2.5 hectáreas y se necesitan cada año unos 800.000 litros de aceite combustible para calentar los edificios. 
Estos invernaderos se pueden visitar solamente durante dos semanas entre abril y mayo. Entonces es cuando la mayoría de las plantas que albergan están en la plenitud de su floración. 